# Marajoarinha
Marajoarinha là một chi bọ cánh cứng trong họ Chrysomelidae.
Chi này được miêu tả khoa học năm 1983 bởi Bechyne.

## Các loài
Các loài trong chi này gồm:
- Marajoarinha obidosensis Bechyne, 1983
- Marajoarinha striola (Bechyne & Bechyne, 1961)